# Florian Bohnert
Florian Bohnert (Luxemburgo, 9 de noviembre de 1997) es un futbolista luxemburgués que juega en la demarcación de centrocampista para el S. C. Bastia de la Ligue 2.

## Selección nacional
Tras jugar en la selección de fútbol sub-17 de Luxemburgo, en la sub-19 y en la sub-21, finalmente el 31 de mayo de 2016 hizo su debut con la selección absoluta en un encuentro amistoso contra Nigeria que finalizó con un resultado de 1-3 a favor del combinado nigeriano tras los goles de Vincent Thill para Luxemburgo, y de Brown Ideye, Kelechi Iheanacho y de Odion Ighalo para Nigeria. Además disputó seis encuentros de clasificación para la Copa Mundial de Fútbol de 2018.

### Goles internacionales
| # | Fecha                   | Estadio                                        | Oponente | Gol | Resultado | Competición                                          |
| - | ----------------------- | ---------------------------------------------- | -------- | --- | --------- | ---------------------------------------------------- |
| 1 | 6 de septiembre de 2016 | Estadio Nacional Vasil Levski, Sofía, Bulgaria | Bulgaria | 3-3 | 4-3       | Clasificación para la Copa Mundial de Fútbol de 2018 |

## Clubes
| Club                     | País       | Año       | Partidos | Goles |
| ------------------------ | ---------- | --------- | -------- | ----- |
| F. C. Schalke 04 II      | Alemania   | 2016-2018 | 30       | 0     |
| F. K. Pirmasens          | Alemania   | 2018-2019 | 31       | 5     |
| 1. FSV Maguncia 05 II    | Alemania   | 2019-2021 | 42       | 1     |
| F. C. Progrès Niedercorn | Luxemburgo | 2021-2022 | 44       | 3     |
| S. C. Bastia             | Francia    | 2023-     | 84       | 2     |